# 西方通用语
西方语（Westron）或通用语（Common Speech），是J·R·R·托尔金奇幻作品中的虚构语言。
西方语最接近于中土世界的通用语，至少在《魔戒》设定的背景期间。""是托尔金创造的英语单词，源自西方（West），并不来自语言本身。西方通用语还被称为共同语（Sôval Phârë）。

## 历史
第二纪元，中土沿海地区的努曼诺尔人的阿登纳克语吸收了大量当地低等人类的词汇，成为了沿海地区所有和努曼诺尔人打交道的人类的通用语。

努曼诺尔沉没后，逃到中土的忠诚者也以西方通用语来和当地居民交流。通用语也渐渐流行开来。西迁进入夏尔的哈比人，抛弃了原先使用的语言，转而使用通用语，但是在他们的方言里还残留着很多原先语言里的人名，地名。

## 概观

### 语汇
据托尔金的描述，西方通用语的“混合程度可比现代英语”，这意味着西方通用语中的阿登纳克语成分只有很小的比重，而精灵语及其他人类语言的成分占主流。这或许和忠诚者对阿登纳克语的排斥有关。
通用语的人称代词借自昆雅，然而托尔金没有给出具体的形式。通用语和昆雅一样拥有敬体和亲近体两种第二人称，不过夏尔方言只使用亲近体的“你”，因此皮平和迪耐瑟交谈时的说话方式在刚铎人听来如同是孩子和祖父交谈。托尔金在书中也偶尔用英语的“thou”，“you”的转换来体现两种称呼的区别。

### 翻译
托尔金的设定下，记录了包括指环王在内的中土故事的红皮书是比尔博和佛罗多以西方通用语写就。托尔金本人则是为英语读者翻译这些故事。因此，故事中的西方通用语被翻译成了英语。哈比特人的姓名，以及其他密切相关的语言，都在一定程度上转化成了现代读者所能认识并体会到其中含义和联系的形式。比如：佛罗多（Frodo）为古英语frod（睿智）加上常见的阳性词尾-o构成，其原始形式应该是Maura，由一个未知含义的词根Maur-和哈比特人常见的男名词尾-a构成，由于Maur-很可能来自洛汗语的maur-（睿智），所以才翻译成古英语相应的frod。这样一来，英语读者对这个译名的印象就可能和一个中土居民对Maura这个名字的感觉相近。
通用语中称哈比特人为“半身人”（Banakil），中土人能理解这个名称的含义，因此托尔金将该词翻译成Halfling（半身人）。而半身人自己对自己的称呼：Kuduk的含义不明，不过这个名称明显和洛汗语的kûd-dûkan“洞穴居住者”有关。因此Kuduk和kûd-dûkan分别被翻译成Hobbit和古英语的Holbytla“洞穴建造者”。

## 脚注
1. 1 2 3 4  《中土的人民》
2. ↑  《托尔金书信集》
3. 1 2  Vinyar Tengwar 49

## 外链
- Westron （页面存档备份，存于）